# Patelloa fulviceps
Patelloa fulviceps là một loài ruồi trong họ Tachinidae.